# Лесничество (Комаричский район)
Лесничество (Радогощское Лесничество) — поселок в Комаричском районе Брянской области в составе Лопандинского сельского поселения.

## География
Находится в юго-восточной части Брянской области на расстоянии приблизительно 10 км на север по прямой от районного центра поселка Комаричи.

## История
На карте 1941 года отмечен был как безымянное поселение.

## Население
Численность населения: 21 человек (русские 95 %) в 2002 году, 0 в 2010.